# ウー・ツァン

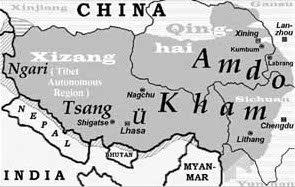
ウー・ツァンの位置

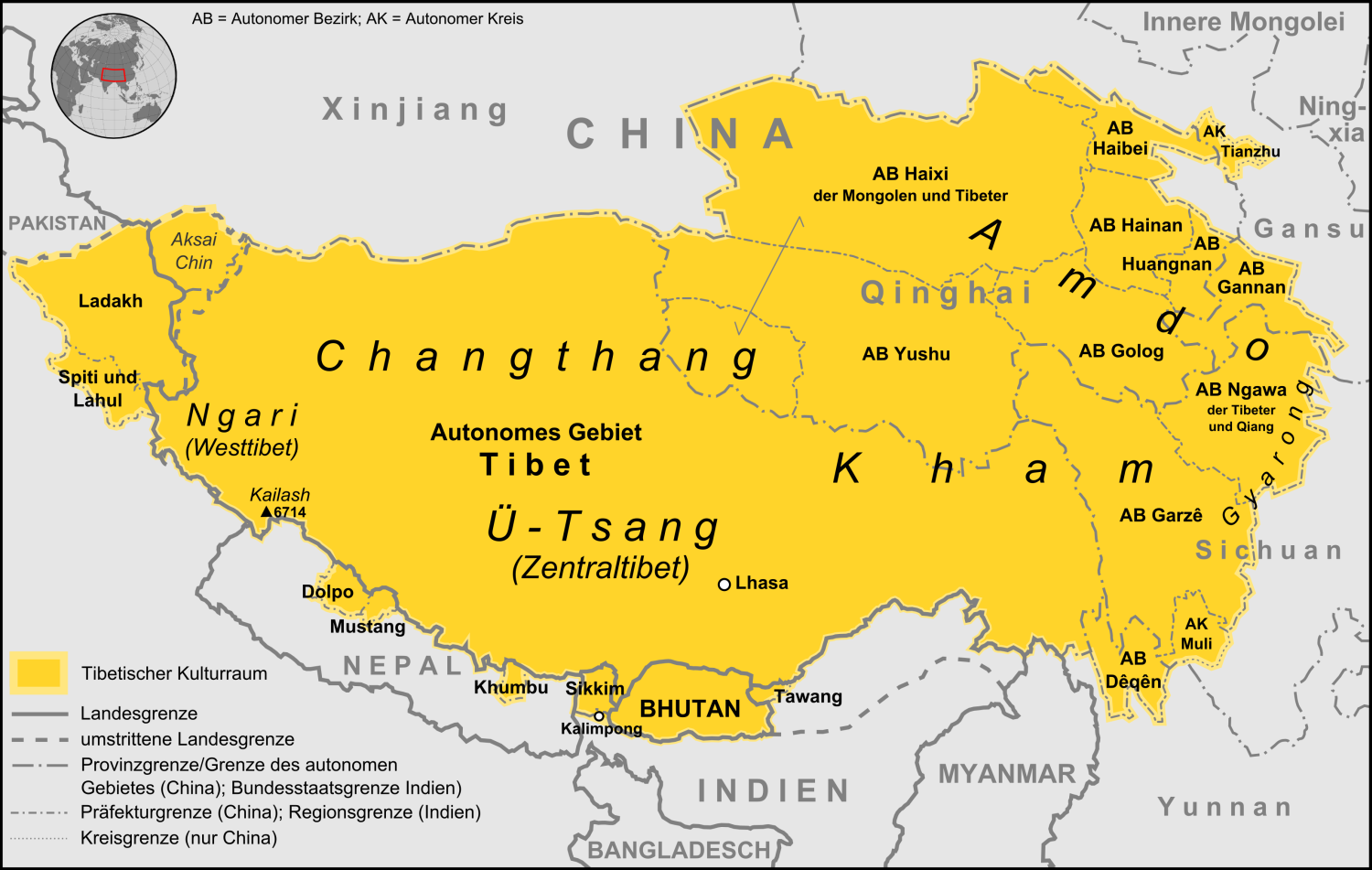

ウー・ツァン（Ü-Tsang、チベット文字：དབུས་གཙང་; ワイリー方式：Dbus-gtsang、中国語：卫藏 衛藏 Wèizàng）またはツァン・ウーは、アムドやカムと共にチベットを構成する地方の一つ。地理的にウー・ツァンはチベット文化圏の中部と西部にあたり、ヤルンツァンポ川流域を含むほか、西部地域はカイラス山山麓を囲み、北部は広大なチベット高原の大部分を占めている。ウー・ツァンの南境界はヒマラヤ山脈で定められる。現在のチベット自治区はおおよそ旧来のウー・ツァンとカム西部の領域と一致する。
ウー・ツァンはウーとツァンの二地域を統合して形成された。ウーは中央チベットに位置し、初期の歴代ダライ・ラマを擁するチベット仏教ゲルク派によって統治されていた。ツァンはギャンツェ以西に広がり、サキャ派によって統治されていた。ダライ・ラマ5世による軍事的勝利により、17世紀には両地区の政権は統合された。
ウー・ツァンはチベット民族の文化的中心地であった。歴代のダライ・ラマたちはラサにあるポタラ宮とノルブリンカからチベットを統治した。チベット仏教のもっとも神聖な寺とも言われるジョカンもラサにある。ラサで話されるチベット語方言がウー・ツァン地方のチベット人の「リングワ・フランカ」として使用されている。また、亡命チベット人の共通語の大部分もラサ方言によっている。